# Viga

Uma viga simplesmente apoiada na qual é aplicada uma carga uniformemente distribuída ao longo de seu vão.

Uma viga é um elemento estrutural sujeito a cargas transversais. A viga é geralmente usada no sistema laje-viga-pilar para transferir os esforços verticais recebidos da laje para o pilar ou para transmitir uma carga estrutural concentrada, caso sirva de apoio a um pilar. Pode ser feita de madeira, ferro ou  concreto armado(pt-BR) ou betão armado(pt-PT?). A viga transfere o peso das lajes e dos demais elementos (paredes, portas, etc.) às colunas.
A parte da engenharia civil que se dedica ao estudo das tensões recebidas pela estrutura e ao seu dimensionamento é a engenharia estrutural.

## Tipos básicos
As edificações basicamente apresentam três tipos de vigas, que diferem na forma como são ligados aos seus apoios. Portanto, classificam-se em:
- Viga em balanço, ou em console: é uma viga de edificação com um só apoio. Toda a carga recebida é transmitida a um único ponto de fixação.
- Viga biapoiada, ou simplesmente apoiada: diz-se das vigas com dois apoios, que podem ser simples e/ou engastados, gerando-se vigas do tipo simplesmente apoiadas, vigas com apoio simples e engaste, vigas biengastadas.
- Viga contínua: diz-se da viga com múltiplos apoios.

As viga feitas em concreto armado, são dimensionadas de forma que apenas a sua ferragem longitudinal resista aos esforços de tração, não sendo levado em conta a resistência a tração do concreto, por esta ser muito baixa. As vigas de concreto armado recebem ferragens secundárias distribuídas transversalmente ao longo da sua seção, denominadas estribos. Possuem a finalidade de levar até os apoios as forças cisalhantes.
Ao dimensionar vigas de concreto que são fundidas com a laje, a compressão pode levar em conta parte da laje junto à viga, ajudando a reduzir a quantidade de ferragem para resistir aos esforços compressivos.
Em viadutos e pontes as vigas são comumentemente do tipo biapoiadas. Seus apoios são chamados livres. Assim a estrutura pode oscilar em seus apoios, evitando o aparecimendo de trincas e permitindo a estrutura oscilar com o deslocamento das cargas móveis recebidas, sem afetar a sua estabilidade.

## Perfis
Vigas são estruturas amplamente utilizadas na engenharia. Elementos obrigatórios no dimensionamento de estruturas simples ou complexas, as vigas possuem diferentes formas de seção, denominadas perfis. Os perfis mais utilizados são o perfil em "I" e o perfil em "T", existindo ainda o perfil em "U" e em "L". Para sabermos o peso que pode ser aplicado em uma determinada viga, devemos fazer o cálculo das Tensões de Cisalhamento (esforços cortantes). Para sabermos o momento que pode ser aplicado na viga, deveremos calcular o Momento Fletor. No perfil, o elemento vertical chama-se alma e o elemento horizontal (um no perfil em "T", dois no perfil em "I") denomina-se banzo.